# Entladebericht
Der Entladebericht ist zum einen eine elektronische Information für den Disponenten, zum anderen eine schriftliche Dokumentation der Entladung von Fahrzeugen im Sammelgut-Verkehr. Letzterer gehört zu den Warenbegleitpapieren des Frachtführers (österr. Frächters).

## Angaben im schriftlichen Dokument
Im Entladebericht werden LKW Ankunftszeit, Standzeit (Wartezeit) – (welche nur bei nichtvorliegender Rufbereitschaft als Ausfallzeit nicht als Fahrtätigkeit im Zuge der Lenk- und Ruhezeiten gewertet werden darf, sondern stattdessen als Pausenzeit gilt) – Entladebeginn und Entladeschluss sowie ein oder mehrere Entladestellen desselben Empfängers festgehalten (daraus ergibt sich die Ladedauer, welcher bei Selbstentladung der Arbeitszeit zuzurechnen ist, bei Fremdentladung hingegen natürlich nicht, sofern der Fahrer nicht bei seinem Fahrzeug bleiben muss) sowie besondere Vorkommnisse während der Entladung z. B. Beschädigungen – der Verpackung / der Ware (Gewährleistung), Mängel wie Fehlmengen, Übermengen, Falschlieferungen, Unvollständigkeit etc. Im Anschluss werden diese in der Regel als Warenbegleitpapier mitgegeben und außerdem als separater Entladebericht – zumeist per Fax – dem Versender der Ware zur Kontrolle / Ablage gesendet.

## Rechtliche Bedeutung
Der Entladebericht ist notwendig, damit der Disponent weiß, in welchem Zustand und zu welchem Zeitpunkt der Frachtauftrag erfüllt worden ist. Außerdem weiß er damit, ob irgendwelche Maßnahmen einzuleiten sind, den Kunden per Nachlieferung zu wenig gelieferter Ware oder Rücktransport von zu viel gelieferter bzw. mangelbehafteter Ware – welche sich nicht beheben lässt.
Ferner ist er für die Rechnungslegung des Spediteurs als Anlage zu verwerten, damit dieser seine Bezugskosten korrigiert verbuchen kann, der Versender als Ausgangsfracht.
Berufskraftfahrer müssen ihre Lenk- und Ruhezeiten einhalten und müssen gegenüber Polizei oder dem Bundesamt für Güterverkehr Pausen und Ausfallzeiten nachweisen können. Darum bekommt der Berufskraftfahrer das schriftliche Dokument im Original mit, ein Durchschlag bleibt bei der Warenannahme des Frachtempfängers.